# Exoprosopa flavinervis
Exoprosopa flavinervis är en tvåvingeart som först beskrevs av Macquart 1846.  Exoprosopa flavinervis ingår i släktet Exoprosopa och familjen svävflugor. Inga underarter finns listade i Catalogue of Life.